# Bolwieser
Bolwieser ist der Titel eines zweiteiligen Fernsehfilms des deutschen Regisseurs, Autors und Darstellers Rainer Werner Fassbinder, hergestellt im Auftrag des ZDF. Die Kinofassung des Films wurde erst 1983 gezeigt. Das Drehbuch basiert auf dem gleichnamigen Roman von Oskar Maria Graf aus dem Jahr 1931, der auf einer wahren Begebenheit beruht. Es ist Fassbinders 28. Spielfilm in acht Jahren. Thematisiert wird die unterwürfige Beziehung des Bahnhofsvorstehers Bolwieser (Kurt Raab) zu seiner Frau Hanni (Elisabeth Trissenaar).

## Handlung
Der preußisch-pflichtbewusste Bahnhofsvorsteher Xaver Bolwieser versucht, es seiner Frau Hanni rechtzumachen, wo immer es geht. Saufgelage mit seinen Freunden unterlässt er ihr zuliebe. Hanni langweilt sich jedoch zunehmend in ihrem Leben als Hausfrau. Das ändert sich, als ihr alter Schulfreund Frank Merkl im Ort eine Wirtschaft übernimmt. Sie leiht ihm Geld aus ihrer Erbschaft, schickt ihren Mann zur Ankurbelung des Geschäfts wieder in die Kneipe und freut sich an den Tanzveranstaltungen in der Wirtschaft. Da Xaver nicht tanzt, kommt sie Frank Merkl beim Tanzen näher. Daraus entwickelt sich eine Liebesaffäre, die von immer mehr Dorfbewohnern beobachtet wird. Xaver merkt zunächst nichts, wundert sich jedoch einmal über ein leeres Bett, als er im Nachtdienst nach Hanni schaut. Erst nachdem er auf einer Beerdigungsfeier dem Spott der Dorfbewohner ausgesetzt ist, wagt Xaver, Hanni auf den Tratsch anzusprechen. Sie reagiert mit Entrüstung und vorwurfsvollen Worten. Als Merkl erfährt, dass Dorfbewohner über ihn und Hanni geredet haben, verklagt er sie. Xaver tritt als Zeuge auf und schwört unter Eid, dass er nie einen Verdacht gehegt habe.
Obwohl Hanni das Verhältnis mit Merkl aufgibt, wird sie mit Bolwieser nicht mehr glücklich. Als sich der Friseur Schafftaler für Hanni interessiert, fängt sie eine neue Liebschaft mit ihm an. Das bleibt Merkl nicht verborgen. Er bedrängt Hanni, das Verhältnis mit ihm fortzusetzen. Als sie ihn zurückweist und ihm wegen seiner Aufdringlichkeit auch den Kredit kündigt, rächt er sich: Er berichtet Bolwieser „als Freund“ von Hannis Verhältnis mit dem Friseur. Der nimmt das resigniert hin. Er duldet auch, dass Hanni unter einem Vorwand eine Woche mit dem Friseur verreist. Doch Merkls Rache ist noch nicht zu Ende: Er zeigt Bolwieser wegen Meineids an. In seinem Pflichtbewusstsein kann der nicht anders als gestehen.

## Hintergrund
„Wenn ich die Geschichten von anderen verfilme, liegt das daran, dass ich sie genauso gut auch selbst hätte schreiben können, da sie sich mit Problemen und Themen beschäftigen, mit denen ich mich bereits in meinen eigenen Stoffen beschäftigt habe.“

### Regie
„Ich sagte Ja, bevor ich das Buch überhaupt gelesen habe. Als ich es dann las, war ich überglücklich. […] Er hat genau gewusst, welchen Schauspieler er für welche Rolle brauchte, und das war dann schon ein weiterer Schritt in die Arbeit hinein. […] Bei Bolwieser hat er fast nichts zu mir gesagt, was die Rollenführung angeht. Offensichtlich brachte ich das, was er sich vorgestellt hat. […] Ein Regisseur muss schon viel mehr als gute Menschenkenntnis besitzen, um in dem Schauspieler […] den Menschen zu finden, dessen Charakterzüge und Leidenschaften die Figur am reichsten zum Blühen bringt. Rainer hat diese Fähigkeit gehabt. Er konnte sehr tief in jemanden reinsehen.“

### Produktion
Die Dreharbeiten erfolgten an 40 Tagen im Oktober/November 1976, unter anderem im oberfränkischen Bahnhof Marxgrün und in Hof (Saale), in der Teilen der Altstadt und im ehemaligen Café Moltke. Die Produktionskosten beliefen sich auf ca. 1,8 Millionen DM. Die Erstausstrahlung beider Fernsehfilm-Teile (201 Minuten) erfolgte am 31. Juli 1977 im ZDF; die kürzere Kinoversion (112 Minuten) wurde aus rechtlichen Gründen erst an Fassbinders erstem Todestag am 10. Juni 1983 uraufgeführt.

„Mein erster Film mit ihm als Regisseur war Despair, der Film wurde von der Bavaria für die Geria produziert […]. Rainer hatte zuvor bei uns Bolwieser gedreht und einen fürchterlichen Krach mit dem Produktionsleiter und dem Aufnahmeleiter gehabt. Die hatten am Schluss Drehortverbot. Als es dann hieß, Despair wird gemacht, schränkte sich der Kreis der Leute in der Bavaria, die dafür in Frage kamen, sehr ein. Einige fühlten sich durch die vorangegangene Produktion geschädigt, andere ergriffen gleich die Flucht. So ist das zwangsläufig auf mich zugekommen. Eine tolle Produktion.“

### Musik
Peer Raben antwortet auf die Frage, ob er ein Beispiel nennen können, bei dem die Zusammenarbeit mit Fassbinder – zwischen der Musik, den Bildern und der Geschichte – vollkommen funktioniert habe:

„Ja, das war der Fall vor allem bei dem Film Bolwieser nach dem Roman von Oskar Maria Graf. Fassbinder wollte in diesem Film, dass die Musik aus einer erkennbaren Quelle kommt. Er hatte die Idee, dass Herr und Frau Bolwieser eine Lieblingsplatte haben, die sie immer wieder aufs Grammophon legen. Da konnte ich ihn überreden, dass er ein Mozart-Menuett nimmt, ein unbekanntes. Ich habe das dann als Motiv für die Weiterentwicklung verwendet. Dadurch, dass es sich ständig verändert, konnte es mit der Beziehung zwischen Bolwieser und seiner Frau fortschreiten.“

Im Film verwendet Peer Raben das Thema Urlicht aus der 2. Sinfonie (Auferstehungssinfonie) von Gustav Mahler sowie das Menuett K334 von Mozart.

### Kamera
„Bei Bolwieser hatten wir ein paar sehr komplizierte Fahrten und Einstellungen, für die man heute wahrscheinlich die doppelte Zeit und das dreifache Geld brauchen würde. Das waren Situationen, in denen ich seinen Ehrgeiz, das auf jeden Fall zu schaffen, seinen Druck ans Team weitergegeben habe. Ich habe dabei gelernt, muss ich sagen, sehr präzise, sehr genau und sehr schnell zu sein, was mir später in Amerika sehr geholfen hat.“

## Kritik
„Die besondere Leistung Fassbinders besteht nicht zuletzt darin, in dem 1931 erschienenen Romanstoff aus der Sicht von heute Bezüge herzustellen zur kleinbürgerlich-geistigen Provinz, die den Bodensatz zur Großmannssucht und Brutalität des Faschismus bildete. Kompensiert sich Bolwiesers scheinbar unpolitisches Denken, das sich auch in seiner Abneigung gegen einen Eisenbahnerstreik zu zeigen scheint, in seinem Verhalten zu seinen Dienstuntergebenen jäh in befehlshaberischen Allüren, so bereiten sich die Unterdrückten bereits in Naziuniform auf den Tag der Rache vor. Doch sind sie allesamt keine selbstbewussten Personen, sondern Gliederpuppen, an deren Fäden man nur zu ziehen brauchte.“

„Es ist die alte Geschichte, doch ist sie immer wieder neu. Neu vor allem in der brillanten szenischen Übersetzung Fassbinders. Er hat dem stilistisch keineswegs bemerkenswerten Buch durch seinen cineastischen Stil eine eigene Dimension gleichsam abgelistet: das Züngelnde, Witternde, Rechenhafte des Kleinbürgertums, das immer auf dem Grat zur Brutalität lebt. Die hündische Unterwürfigkeit des Herrn Vorstands Bolwieser kippt ebenso rasch um in Kommandoton, Ferkelhaftigkeit und Puffseligkeit. Der Film hat die Eindringlichkeit von Staudtes Heinrich-Mann-Verfilmung – Der Untertan, so perfekt wie perfide wie pervers.“

„Fassbinder stilisiert dieses Drama der Lebenslüge vom privaten Glück zu einem überdrehten, grotesken Kleinbürger-Totentanz. Dabei versteht er es, den Zuschauer in die Rolle eines unfreiwilligen Voyeurs zu drängen: Er lässt seine Figuren sich bis zum Äußersten bloßstellen, entblättert sie gnadenlos, beobachtet sie aus einer Art Schlüssellochperspektive – durch Fenster, Türen, wucherndes Interieur. Glänzend seine Kamerabewegungen, die Distanz schaffen und dabei den Blickwinkel immer neu definieren, den Zuschauer mitnehmen: eine Kamera-Choreographie für dieses perfekt durchkomponierte Melodram.“

„Bolwieser setzt die lange Reihe der verratenen Liebhaber fort, die in den frühen Filmen und in Faustrecht der Freiheit meist von Fassbinder selbst gespielt wurden. Zu den Stärken von Bolwieser gehören jene Augenblicke, in denen die Figur Bolwiesers und die Personen um ihn herum, vor allem seine Untergebenen im Bahnhof, transparent werden für die gesellschaftlichen Ursachen und Folgen ihrer Deformationen, wenn hinter dem unreifen Kleinbürger Bolwieser der Typ des Untertans sichtbar wird, auf den sich das nachfolgende Naziregime stützen konnte, und hinter den Eisenbahnangestellten, von denen einer schon SA-Uniform trägt, der Typ des Sadisten, wie ihn das „Dritte Reich“, jedenfalls für „besondere“ Aufgaben, auch brauchte.“

„In der Kinofassung, die um rund eineinhalb Stunden gekürzt ist, bleibt der Hintergrund weitgehend ausgespart. Dennoch hat man in keinem Augenblick das Gefühl, dass etwas fehlt. Fassbinder hat mit großer Abstraktionsfähigkeit sich auf das optische Kammerspiel einer allmählich scheiternden Ehe konzentriert und dabei doch auf unheimlich geschickte Weise genügend Andeutungen übrig gelassen, dass niemand über die Motive im Zweifel sein kann. Allein diese Kürzung ist eine handwerkliche Meisterleistung, die aus dem Kinostück nicht nur einen völlig neuen Film macht, sondern dieser Ehegeschichte eine Konzentration und Geschlossenheit verleiht, die an Raffinesse kaum zu überbieten ist.“

„Bolwieser ist die Geschichte eines kleinbürgerlichen Provinzbeamten, der an seinem Verlangen nach Liebe kaputtgeht: Seine zu schöne, zu raffinierte Frau richtet ihn lächelnd zugrunde. (…) Jetzt erst, am ersten Jahrestag von Fassbinders Tod, kommt dieser Bolwieser-Film in die Kinos. Noch entschiedener als im TV-Zweiteiler hat da Fassbinder das Roman-Panorama einer Kleinstadtgesellschaft beiseite geschoben und sich ganz in den Innenraum einer Ehe hinein begeben, in die Rituale eines Lust- und Vernichtungs-Zweikampfes. Elisabeth Trissenaar gegen Kurt Raab, Stroheimsche Grellheit und üppiges, auch manieriertes Melodram, eine Fassbindersche Psycho-Kiste - heute erscheint Bolwieser wie ein faszinierender erster Entwurf zu Lola.“

„Ein triebhaft verblendeter Ehemann wird von seiner Frau betrogen und zugrunde gerichtet. Hinter dem privaten Melodram versteckt, inszenierte Fassbinder ein tragisch-ätzendes Porträt der deutschen Kleinbürgerseele im Vorfeld des Nationalsozialismus. Entschlossen expressiv stilisierend, entblößt der Film in den Personen gesellschaftliche Krankheiten, ohne die Menschen selbst zu denunzieren.“